# Krigsbytte
 Denne artikel omhandler overvejende eller alene danske forhold. Hjælp gerne med at gøre artiklen mere almen.
Krigsbytte er røveri under krig, ofte som en del af soldaternes løn.
Mange danske kulturskatte er i dag opbevaret i Sverige under betegnelsen "krigsbytte", og tilbageføring af Frederik 2.s bordhimmel, Sjællandske Lov, Odense Rette Ordinans, Henrik Harpestrengs lægebog, Margrethe 1.'s brudekjole, Roskildebispernes jordebog med Københavns ældste matrikel, Næstved bys laugsbog og andre kulturskatte har været diskuteret flere gange.
Norske kulturskatte blev i stort antal sendt til København og endte der i en støbeovn, for kongen trængte til mønter både til at betale opførelse af slotte, og til at finansiere Danmarks krigsførelse. Kun lidt er bevaret, bl.a Kongehornet fra middelalderen, Norges eneste oprindelige kongelige kulturarvsgenstsnd fra tiden før den meget uligecektige union med Danmark. Ligeledes er mange gamle håndskrifter havnet i Danmark. Norge har flere gange spurgt om at få sine kulturskatte bragt hjem, men uden held.[kilde mangler]

## Jyske Lov
Den ældste håndskrevne udgave af Jyske Lov er tidligere blevet betragtet som svensk krigsbytte, men det var ejet af biskoppen i Ribe, Christian Muus, i starten af 1700-tallet. Den tidligst kendte beskrivelse af dette manuskript som svensk ejendom stammer fra 1783. 

## Flensborgsamlingen og Nydambåden
Flensborgsamlingen samt Nydambåden kom efter krigen i 1864 til Tyskland. Efter den 1. og 2. verdenskrig søgtes forgæves samlingen med Nydambåden tilbageleveret til Danmark. I dag obevares den største del af Flensborgsamlingen i det arkæologiske museum på Gottorp Slot i Slesvig by. 